# ولفگانگ فون تریپس
ولفگانگ فون تریپس (آلمانی: Wolfgang von Trips؛ زاده ۴ مهٔ ۱۹۲۸ درگذشته ۱۰ سپتامبر ۱۹۶۱) یک اتوموبیل‌ران فرمول ۱ اهل آلمان بود.

## مرگ

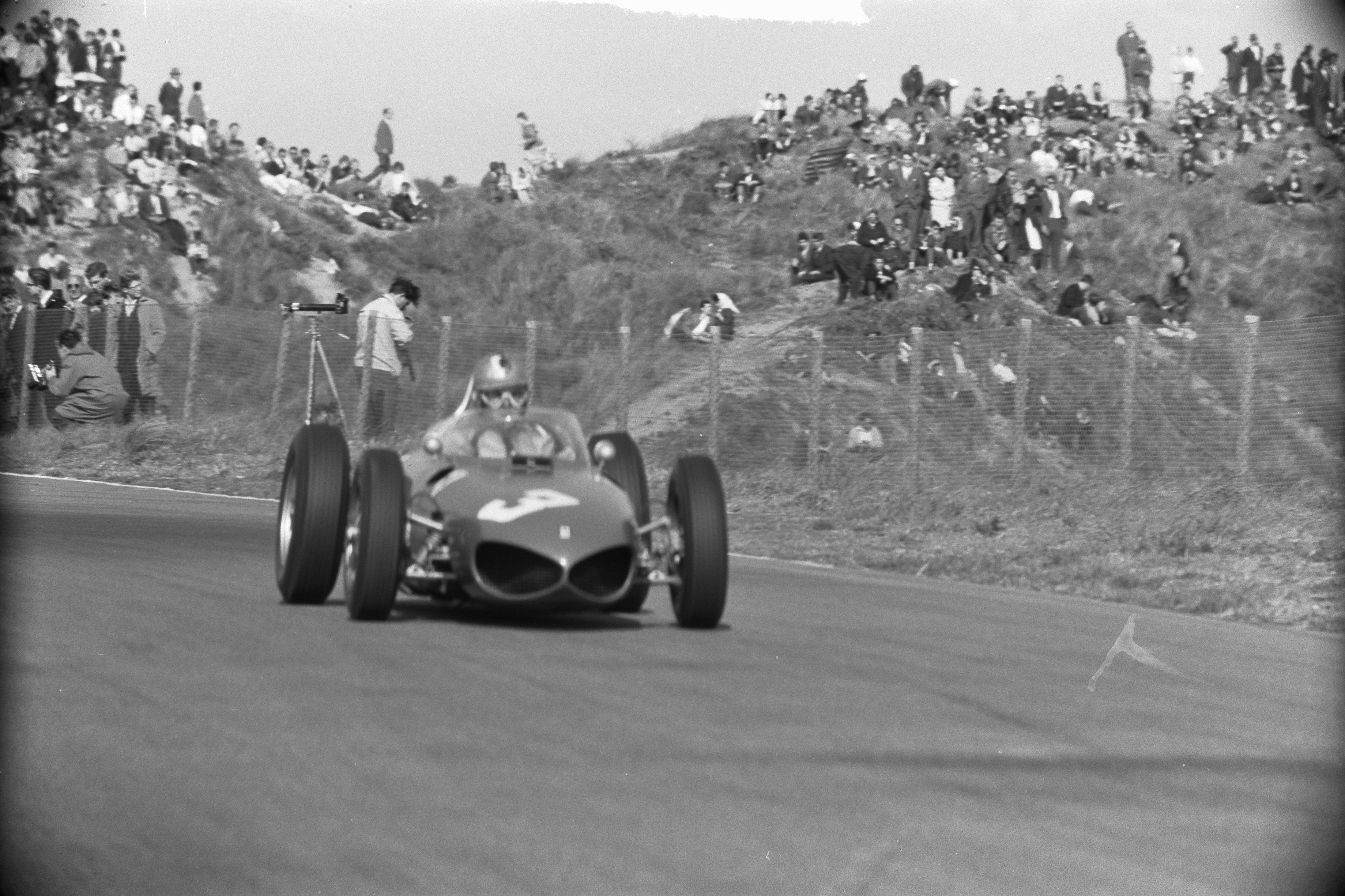
جایزه بزرگ آلمان ۱۹۶۱. ولفگانگ فون تریپس با فراری خود مسابقه می دهد.(او در مسابقه برنده می شود(رتبه دوم)).

۱۹۶۱گرند پریکس ایتالیا در ۱۰ سپتامبر باعث شد تا فون تریپس در آن سال به همراه هم تیمی خود فیل هیل در نبرد برای مسابقات قهرمانی مسابقات فرمول یک قهرمانان جهان کاملاً قفل شود. در طول مسابقه در مونزا ، فراری او با لوتوس جیم کلارک برخورد کرد. اتومبیل او در هوا قرار گرفت و با یک مانع جانبی برخورد کرد و فون تریپس را از اتومبیل به بیرون پرت کرد و پانزده تماشاگر را کشت.
کلارک در مورد این حادثه توضیح داد و گفت:
"فون تریپس و من مستقیماً در حال مسابقه بودیم و به یکی از پیچ های حاشیه ای که در انتهای جنوبی بود نزدیک می شدیم. ما حدود 100 متر از ابتدای پیچ فاصله داشتیم. فون تریپس نزدیک به داخل پیست در حال اجرا بود. من از نزدیک او را دنبال می کردم ، بیرون را نگه می داشتم. در یک مرحله ، فون تریپس به پهلو تغییر مسیر داد ، به طوری که چرخ های جلویم با چرخ های عقب او برخورد کرد. این لحظه مهلک بود. ماشین فون تریپس دو بار چرخید و به داخل نرده در داخل گاردریل رفت. سپس آن را برگشت ، به ماشین شخصی من برخورد کرد و به داخل جمعیت برگشت.
تصاویر فیلم از تصادف که بعد از مسابقه ظاهر شد نشان داد که حرف کلارک درباره این حادثه نادرست بود: پس از برخورد با کلارک ، اتومبیل فون تریپس مستقیماً از خاکریز بیرون پیست بالا رفت و به حصاری برخورد کرد که تماشاگران از پشت آن نزدیک بودند.
در زمان مرگ فون تریپس رهبری مسابقات جهانی فرمول یک را پیست ناتزیوناله مونتزا برعهده داشت.